# Ofité

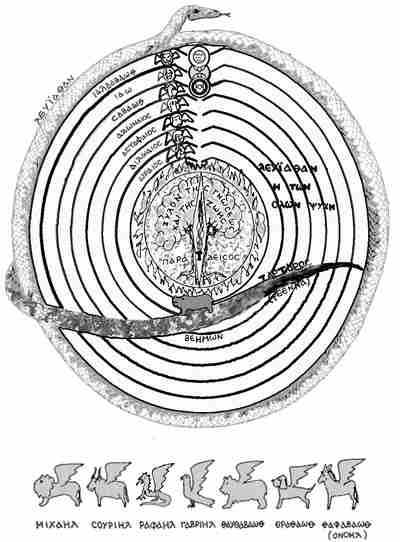
Diagram ofitské kosmologie dle představy autora 20. století

Ofité byla křesťanská gnostická sekta, která existovala ve starověku. Její stoupenci odmítali židovskou interpretaci Starého zákona a uctívali biblického hada (ofis), který svedl Adama a Evu, jako dárce pravého poznání (gnósis). Podle jejich učení byl Adam záměrně držen v zajetí hmoty a nevědomosti, protože nižší bůh, stvořitel hmotného světa, se snažil zabránit tomu, aby člověk poznal skutečného Boha, a tak se osvobodil. Avšak had jako vtělená božská moudrost zmařil jeho lest. Had symbolizuje božskou sílu dřímající v nitru každého člověka. Ofité byli velmi blízce spjati se sektou naasejců.